# Ulrich Fehl
Ulrich Fehl (* 27. Januar 1939 in Bochum; † 9. November 2019 in Marburg) war ein deutscher Wirtschaftswissenschaftler.

## Werdegang
Ulrich Fehl studierte von 1961 bis 1967 Volkswirtschaftslehre in Münster, Gießen und Erlangen. An der Universität Marburg wurde er 1971 promoviert. 1987 wurde er Professor für Wirtschaftstheorie an der Universität Marburg und war langjähriger Direktor des Instituts für Genossenschaftswesen. Seine Hauptlehr- und Forschungsgebiete waren Genossenschaftslehre, Kapitaltheorie und Markt- und Wettbewerbstheorie.

## Mitwirkung
- Verein für Socialpolitik (Mitglied in den Ausschüssen: Evolutorische Ökonomik, Industrieökonomik, Wirtschaftspolitik)
- American Economic Association
- Royal Economic Society
- List-Gesellschaft
- Internationale J.A. Schumpeter-Gesellschaft[2]

## Schriften
- mit Alfred Schüller: Grundbegriffe zur Ordnungstheorie und politischen Ökonomik, Arbeitsberichte zum Systemvergleich (Herausgebendes Organ: Forschungsstelle zum Vergleich Wirtschaftlicher Lenkungssysteme, Fachbereich Wirtschaftswissenschaften, Philipps-Universität Marburg).  2., überarb. und erw. Neuaufl. 1991  ISBN 978-3-923647-06-4
- mit Peter Oberender: Grundlagen der Mikroökonomie. Eine Einführung in die Produktions-, Nachfrage- und Markttheorie. 8. Auflage, Franz Vahlen Verlag, München 2002, ISBN 978-3-8006-2848-3
- mit Alfred Schüller: Wettbewerb und weltwirtschaftliche Integration. Triebkräfte des Transformationsprozesses., De Gruyter 2002 (reprint 2016), ISBN 978-3-8282-0232-0
- mit Karl von Delhaes: Dimensionen des Wettbewerbs, De Gruyter 1997 (reprint 2016), ISBN 978-3-8282-0033-3